# Chester City Football Club
El Chester City Football Club fue un club de fútbol de Inglaterra (Reino Unido), de la ciudad de Chester. Fue fundado en 1885 y jugó en la Conference National hasta marzo de 2010, fecha en la que el club fue disuelto.
Tras su desaparición, los aficionados fundaron dos meses después el Chester F.C., considerado su sucesor.

## Historia
El equipo fue fundado en 1885, tras la fusión del Chester Rovers y del Old King's Scholars, con el nombre de Chester F.C.. Más tarde el club se cambió el nombre, denominándose Chester City Football Club.
El club llegó a jugar en la League Two desde la temporada 04/05 a la 08/09, pero esta última temporada descendió a la quinta división inglesa; una de las causas fue la crisis económica que el club sufría durante dicha temporada. La temporada 09/10 no empieza mal en cuanto a resultados, pero el club es sancionado con la pérdida de 25 puntos por causas diversas, como la ya mencionada crisis, por eso a pesar de conseguir resultados aceptables, llegando a la mitad de temporada, el club se encuentra en última posición con -3 puntos.
Finalmente en marzo del 2010 el club queda disuelto. Después de esto, los hinchas de este club fundan el Chester FC, utilizando los mismos colores de camiseta de este club.

## Uniforme
- Uniforme titular: Camiseta blanquiazul, pantalón y medias de color azul.
- Uniforme alternativo: Camiseta, pantalón y medias amarillas con las mangas azules.

## Estadio

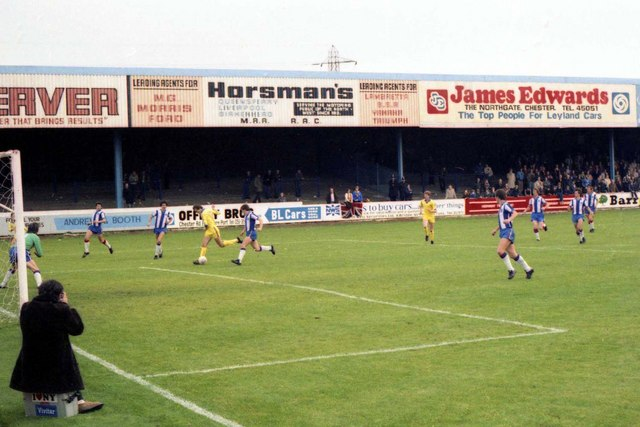
Chester City FC jugando en el Sealand Road, en septiembre de 1983.

Inicialmente, el primigenio Chester F.C. disputó sus primeros encuentros en el antiguo campo de Faulkner Street, en el barrio de Hoole. Pocos años más tarde, jugaría como local en The Old Showground hasta su demolición, en Whipcord Lane, y finalmente se trasladó en 1906 a la que fue su casa durante 84 años hasta 1990: el estadio Sealand Road, al que se denominaba oficialmente simplemente The Stadium.
Desde 1992 y tras dos años teniendo que jugar en el Moss Rose de Macclesfield, el Chester City jugó sus partidos en el Deva Stadium, con capacidad para 5.376 personas.

## Palmarés
- Football Conference (1): 2004

- Copa de Gales (3): 1908, 1933, 1947

- Cheshire County League (3): 1922, 1926, 1927

- The Combination (1): 1909